# 西讃

狭義の西讃
中讃（広義の西讃）
その他の香川県

西讃（せいさん）は、香川県（讃岐）の西部地域である。
現在の通常の用例では、狭義と広義がある。
狭義の西讃
観音寺市と三豊市からなる。
広義の西讃
狭義の西讃に、中讃（善通寺市・丸亀市・坂出市・仲多度郡・綾歌郡）を加える。

## 狭義の西讃
狭義の西讃は、観音寺市と三豊市からなる。
この場合、全県は西讃・中讃・東讃に3分割されるか、あるいは東讃から高松市・小豆島を分離し（エリア名称、直島町の扱いは各種ある）5分される。

### 地形

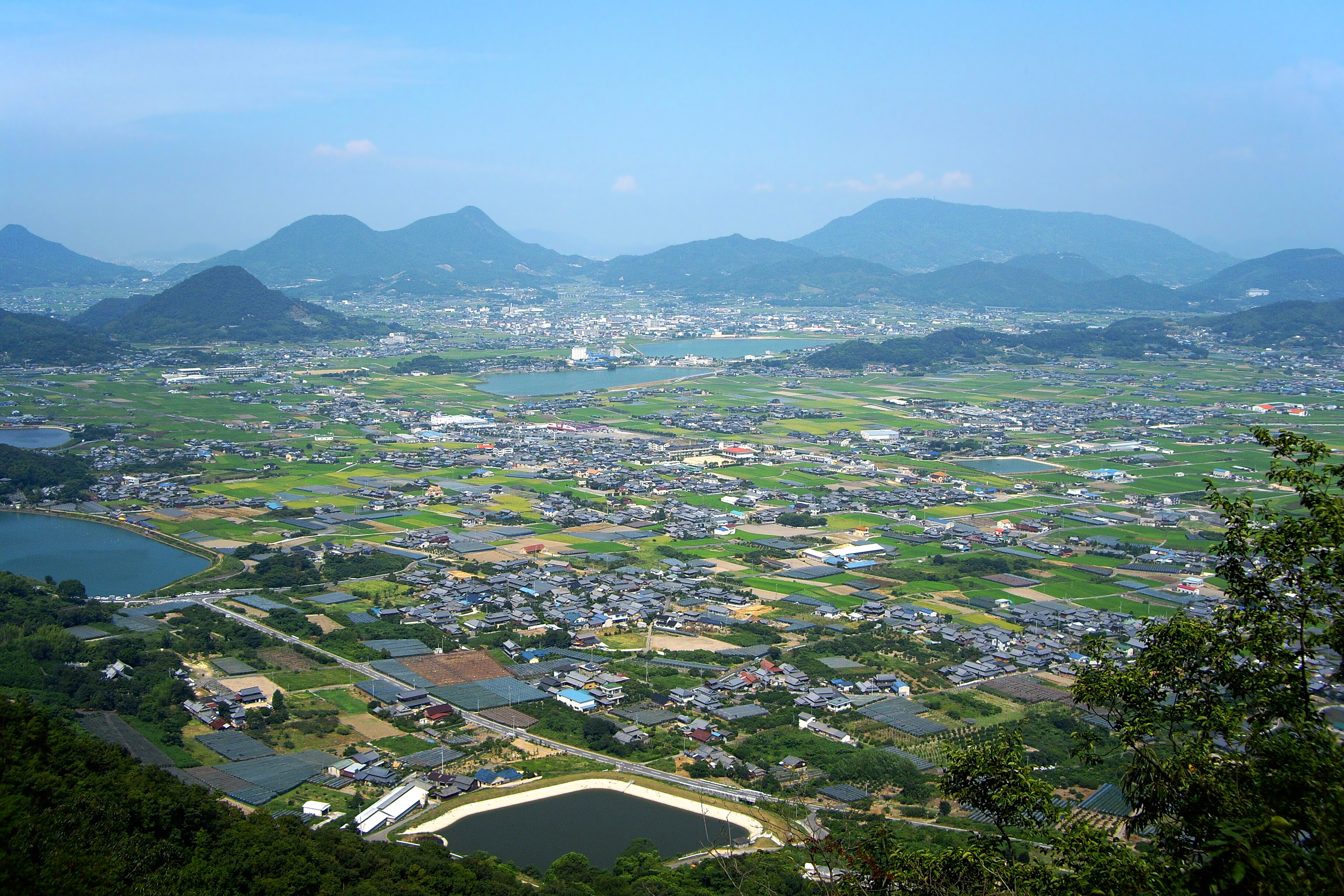
三豊平野の北部
（正面の連なる山々の向こうが中讃地方）

北から東にかけて連なる山々（弥谷山、火上山、我拝師山、東部山、大麻山、竜王山）、南にある讃岐山脈、西にある七宝山などの山々に囲まれて三豊平野が広がっており、平野部には北側に流れ出る高瀬川、西側に流れ出る財田川、柞田川などが流れている。また、ため池も一の谷池、岩瀬池、国市池、勝田池、豊稔池など、多い。
北西に突き出している荘内半島を挟んで南西側に広がる瀬戸内海燧灘には、伊吹島、大蔦島、小蔦島、丸山島など、北側に広がる詫間湾には粟島、志々島などが浮かんでいる。

## 広義の西讃
広義の西讃は、観音寺市・三豊市・善通寺市・丸亀市・坂出市・仲多度郡・綾歌郡からなる。平成の大合併以前は、綾歌郡国分寺町（現 高松市国分寺町）を含む。公立高等学校の第2学区とも一致する。
この場合、全県は西讃・東讃に2分される。
衆議院中選挙区時代は香川県第2区が置かれた。ただし綾歌郡国分寺町（現 高松市国分寺町）を含む。

## 構成自治体
西讃の自治体一覧。
| 地図 の色  | 郡市       | 市町村     | 面積(km2) | 人口(人)    | 人口密度 (人/km2) | 備考 |
| ---------- | ---------- | ---------- | --------- | ----------- | ----------------- | ---- |
|            | 観音寺市   | 観音寺市   | 117.83km2 | 54,360人    | 461人/km2         |      |
| 三豊市     | 三豊市     | 222.69km2  | 57,725人  | 259人/km2   |                   |      |
| 狭義の西讃 | 狭義の西讃 | 狭義の西讃 | 340.52km2 | 112,085人   | 329人/km2         |      |
|            | 丸亀市     | 丸亀市     | 111.83km2 | 107,569人   | 962人/km2         |      |
| 坂出市     | 坂出市     | 92.49km2   | 47,875人  | 518人/km2   |                   |      |
| 善通寺市   | 善通寺市   | 39.93km2   | 29,947人  | 750人/km2   |                   |      |
| 綾歌郡     | 宇多津町   | 8.10km2    | 18,584人  | 2,294人/km2 |                   |      |
| 綾歌郡     | 綾川町     | 109.75km2  | 21,721人  | 198人/km2   |                   |      |
| 仲多度郡   | 多度津町   | 24.39km2   | 21,062人  | 864人/km2   |                   |      |
| 仲多度郡   | 琴平町     | 8.47km2    | 7,702人   | 909人/km2   |                   |      |
| 仲多度郡   | まんのう町 | 194.45km2  | 16,152人  | 83.1人/km2  |                   |      |
| 広義の西讃 | 広義の西讃 | 広義の西讃 | 929.93km2 | 382,697人   | 412人/km2         |      |

## その他の西讃
- 伝統的には、丸亀藩の領地を西讃とした[1]。高松藩の東讃に対する。現在の市町村では、狭義の西讃よりやや広く、仲多度郡多度津町・琴平町・まんのう町の一部・丸亀市の一部・善通寺市の一部が加わる。
- 漁業での海域の区分けでは、燧灘を西讃とする[1]。陸地ではおよそ、観音寺市と三豊市の西岸地域にあたり、狭義の西讃よりもやや狭い。

## 西讃を舞台とした作品
※観音寺市については観音寺市#観音寺市を舞台とする作品を参照。
※三豊市については三豊市#三豊市を舞台とする作品を参照。

## 西讃の事件
- 西讃竹槍騒動